# Périclès de Limyra
Pour les articles homonymes, voir Périclès (homonymie).
Sauf précision contraire, les dates de cet article sont sous-entendues « avant l'ère commune » (AEC), c'est-à-dire « avant Jésus-Christ ».
Périclès de Limyra ou Périclès, roi de Lycie tel qu'il s'était autoproclamé vécut au IVe siècle av. J.-C. en Lycie ; on sait peu de choses à son sujet mais on pense qu'il serait mort en 360 à la suite d'une insurrection contre les seigneurs perses d'Asie mineure.
Afin de lutter contre les Perses, il fit de Limyra la capitale de l'Union lycienne
À la mort d'Erbinna, qui gouvernait la Lycie sous occupation perse, Périclès monte sur le trône vers 370. Il se révolte alors contre la domination perse en chassant le satrape perse, Arttumpara, gouverneur de la Lycie occidentale. La volonté de Périclès semblait d'obtenir l'indépendance de la Lycie. Sa victoire à Xanthos contre Arttumpara lui permit de contrôler un temps l'ensemble de la Lycie et les régions voisines au nord et à l'est. Les Perses ne permirent pas ce changement de pouvoir et l'intervention de Mausole, dynaste de Carie, mit fin en 362 à la sédition.
Il est exécuté par Payava de Xanthos en 360.
Le règne des dynasties lyciennes se termine à la mort de Périclès ; les cités lyciennes adoptent des constitutions grecques et ne frappent plus leur monnaie. C'est durant cette période que l'Union démocratique lycienne, constituée de 36 villes, est formée. Le mausolée de Périclès, monument datant de cette époque, peut aujourd'hui être visité.